# 增福街道
增福街道，是中华人民共和国湖南省郴州市北湖区下辖的一个乡镇级行政单位。

## 行政区划
增福街道下辖以下地区：
礼家洞村、下塘村、张家坪村和增湖村。